# Куно II фон Рот
Куно II фон Рот (на немски: Kuno II von Rott; † 11 август 1081, Хьохщет) от род Пилгримиди, е пфалцграф от Бавария и граф на Фобург.

## Биография
Той е син на Куно I фон Рот († 1086), пфалцграф на Бавария (1055 – 1086), граф на Фобург (1040) и граф на Долен Изар (1079), и съпругата му графиня Ута фон Дисен-Андекс († 1086), дъщеря на Фридрих II фон Дисен († 1075), граф на Дисен и Регенсбург, и графиня Ерменгарда фон Гилхинг.
През 1080 г. Куно II основава заедно с баща си манастир Рот. Куно II се жени пр. 1081 г. за Елизабет Лотарингска († 1086).
Куно II е убит на 11 август 1081 г. в битката при Хьохщет на Дунав в служба на император Хайнрих IV. Понеже Куно II фон Рот е бездетен, баща му и вдовицата му решават да дадат цялото наследство и дори зестрата на Елизабет на манастир Рот. Със смъртта на Куно II измира родът на графовете на Рот.
Вдовицата му Елизабет Лотарингска се омъжва втори път пр. 14 май 1086 г. за пфалцграф Рапото V († 1099).